# Cenera de Zalima
Cenera de Zalima es un localidad desaparecida del municipio de Aguilar de Campoo en la provincia de Palencia,  Comunidad Autónoma de Castilla y León, España. Fue anegada por las aguas del pantano de Aguilar.

## Geografía
Pueblo anegado por la construcción del embalse de Aguilar. A cierta distancia de la presa del embalse, y emergiendo sobre la superficie del agua, pueden identificarse parte de los muros de la iglesia parroquial. Otro pueblo que fue y dejó de existir, engullido por el progreso de la era industrial.

## Historia

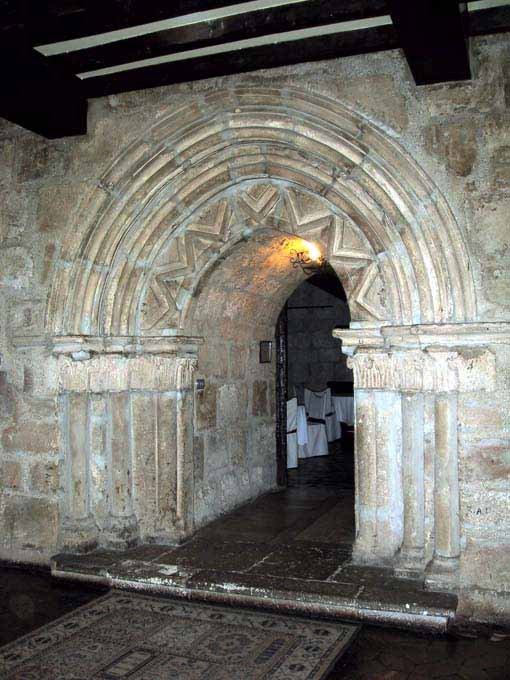
Portada románica de Cenera de Zalima en el castillo de Monzón de Campos.

A la caída del Antiguo Régimen la localidad se constituye en municipio constitucional que en el censo de 1842 contaba con 15 hogares y 78 vecinos, denominado entonces simplemente Cenera, para posteriormente integrarse en Matamorisca. Por tanto, hasta mediados del siglo XIX era un municipio independiente que fue anexionado al municipio de Matamorisca junto con los de Matalbaniega, Quintanilla de Corvio y Villanueva del Río Pisuerga. 
Esta agrupación de municipios cambió posteriormente su nombre por el de Cenera y ya en los años 1970 por el de Corvio, contaba entonces con 88 hogares y 350 habitantes.
Poco después todos ellos fueron anexionados a Aguilar. En la actualidad Cenera y Villanueva se encuentran bajo las aguas del embalse.

## Geografía humana

### Demografía
| Gráfica de evolución demográfica de Cenera de Zalima entre 1842 y 1960 |
| |
| Población de derecho según los censos de población del INE Población de hecho según los censos de población del INEEn este censo se denominaba Cenera: 1842 Entre el censo de 1897 y el anterior, aparece este municipio porque cambia de nombre y desaparece el municipio 34504 (Matamorisca) Entre el censo de 1857 y el anterior, este municipio desaparece porque se integra en el municipio 34504 (Matamorisca) Entre el censo de 1970 y el anterior, este municipio desaparece porque cambia de nombre y aparece como el municipio 34064 (Corvio) |

## Patrimonio
- Iglesia de Santa Eugenia: cuando el agua del pantano desciende, resurgen parte de los muros de esta iglesia bajo la advocación de Santa Eugenia,[9] gritando al visitante que aún sigue allí, y demostrando que estuvieron poblados y llenos de vida esos campos. De esta iglesia se rescató una portada románica que fue instalada en una de las dependencias del castillo de Monzón de Campos.

Sabemos que antes de la construcción del embalse, en 1963, se conservaba aún de la primitiva fábrica la espadaña y un no desdeñable conjunto de canecillos de proa de nave.